# Jelena Utkina
Jelena Utkina (russisk: Елена Михайловна Уткина tr. Jelena Mikhajlovna Utkina , født 29. maj 1990 i Volgograd, Rusland) er en russisk håndboldspiller som spiller for HK Lada Togliatti og det russiske landshold.